# Paul Wilson (criminologue)
Pour les articles homonymes, voir Paul Wilson et Wilson.
Paul Richard Wilson, né le 9 mars 1941, médaille de l'Ordre d'Australie, est un auteur, sociologue et criminologue australien d'origine néo-zélandaise.

## Biographie
Paul Wilson est né en Nouvelle-Zélande. Il occupe le poste de directeur du département des arts à l'université du Queensland et dans plusieurs universités américaines. Il a également été le récipiendaire d'une bourse Fulbright. Il est actuellement le titulaire de la chaire de criminologie de l'Université Bond.
Il est l'auteur de 24 livres traitant du crime et des questions que celui-ci soulève au niveau social. Il rédige occasionnellement des chroniques pour plusieurs journaux australiens.
Il a reçu la médaille de l'Ordre d'Australie (abrégé OAM en anglais) le 26 janvier 2003.

## Condamnations pénales
En novembre 2012, Wilson a été accusé d’infractions sexuelles contre des enfants qui auraient été commises au début des années 1970. Il conteste ces accusations.
Le 16 mai 2014, il a été condamné à subir son procès. Il a plaidé non coupable.
Le 23 novembre 2016, il a été reconnu coupable de quatre chefs d’accusation de traitement indécent d’un enfant de moins de 12 ans. Le 24 novembre 2016, il a été condamné à 18 mois de prison, avec sursis après six mois de prison.